# Анафилакса
Анафилакса је тешка алергијска реакција која има брз почетак настанка и развоја и може да узрокује анафилактични шок са могућим смртним исходом. Анафилакса обично има низ симптома, укључујући свраб, осип, отицање грла, и низак крвни притисак. Најчешћи узроци настанка ове болести су ујед инсекта, храна и лекови.
Анафилакса настаје због ослобађања протеина медијатора из одређених врста белих крвних зрнаца. Протеини медијатори су супстанце које могу да изазову алергијску реакцију или да је погоршају. Њихово ослобађање може бити изазвано реакцијом имунског система или неким другим узроком који се не односи на имуни систем. Анафилакса се дијагностикује на основу симптома и знакова. Примарни третман је инјекција епинефрина, која се понекад комбинује са другим лековима.
У свету око 0.05-2% људи има анафилаксу у неком тренутку живота. Овај проценат се повећава. Термин потиче од грчких речи ανα ана, против, а φυλαξις пхилаксис, заштита.

## Историја
Анафилатична реакција била је позната древним Грцима и Кинезима, још из раних периода медицине. Тако и сам термин анафилакса потиче из грчког језика, од грчких речи „ἀνά” - ана, што значи „против” и „φύλαξις” - филаксис, што значи „заштита”.
Први документовани случај анафилаксе, који је остао је забележен на хијероглифима, догодио се у 2640. години п. н. е., након што је Египатски фараон Менес, мистериозно умро од уједа осе или стршљена.
Нешто касније, у списима из Вавилона, откривена су два различита извора о смртним исходима насталим накод убода осе.
Термин „афилакса” први је осмислио француски физиолог Шарл Рише 1902. године, који је прво на броду принца Алберта од Монака, а потом и у лабораторији у Паризу изучавао дејство отров који излучују медузе. Он је отров убризгавао у тело паса, у покушају да активном имунизацијом добије вакцину против отрова медуза. Ужаснут открићем да накнадно унете врло мале дозе отрова изазивају неочекивану и драматичну алергијску болест, која се манифестује бржим и израженијим потешкоћама у дисању и убрзо смртним исходом у року 30 минута, он је ту реакцију окарактерисао као анафилактични шок, мењајући нешто касније и назив афилакса у „анафилакса” јер му је та реч наводно лепше звучала. Рише је са правом закључили да имунски систем постаје након првог контакта са алергеном сензибилисан током првих неколико недеља, и да зато након поновног излагања организма алергену, реагује тешком анафилактичном реакцијом (шоком).
Захваљујући овим и другим радовима на изучавању анафилаксе, Шарл Рише је додељена Нобелова награда за физиологију или медицину 1913. године.
У првој половини 20. века, анафилактична реакције најчешће је била узроковане вакцином против дифтерије и тетануса која је у том периоду прављена из коњског серума. Данас, проимена коњске вакцине укинута и уместо ње за превенцију тетануса, користи се хумани или људски серум, па су анафилатичке реакције на овај серум знатно ређе. Тих деценија истраживачи су схватили да се слични симптоми (као и након уноса хране, убода инсеката или контакта са медузама) могу изазвати интравенском инјекцијом хистамина, код kod људи или животиња ако претходно нису сензибилисани (анафилактоидна реакција).
У 1956. године, Мери Хјуит Ловеле доказала је да се интравенским убризгавање отрова оса може изазвати анафилакса у особа алергичних на ујед осе. Она је касније користила оса од кога је правила екстракт за успешну имунизацију такви појединца.
Најчешћи узроци анафилаксе у 20. веку и касније, постали су пеницилин и друге антибиотици, убоди инсеката, унос одређених намирница, хемијских материја и све веће загађење животне средине бројним новим познатим и непознатим алергенима.

## Епидемиологија
Учесталост јављања анафилаксе је 4-5 на 100.000 особа годишње, где је животно угрожено 0,5%-2%. Проценат случајева се повећава. Број људи са анафилаксом 1980-их година био је приближно 20 на 100.000 годишње, док је 1990-их износио 50 на 100.000 годишње. Повећање броја случајева је превасходно повезано са порастом појаве анафилаксе узроковане храном. Ризик је већи код млађих особа и жена.
Тренутно, анафилакса доводи до 500–1.000 смртних исхода годишње (2,4 на милион људи) у САД, 20 смртних исхода годишње у Уједињеном Краљевству (0,33 на милион људи) и 15 смртних исхода годишње у Аустралији (0,64 на милион људи). Проценат смртних исхода је смањен између 1970-их и 2000-их година. У Аустралији, смрт од анафилаксе узроковане храном дешава се претежно код жена, док се смрт услед уједа инсеката дешава претежно код мушкараца. У већини смртних случајева узрокованих анафилаксом, лекови су били окидачи реакције.

## Етиологија
Анафилакса може бити изазвана одговором организма на скоро сваку страну материју. Уобичајени окидачи су отрови од уједа или убода инсекта, хране и лекова. Намирнице су најчешћи окидачи код деце и младих одраслих особа. Лекови, уједи инсеката и жаоке су чешћи окидачи код старијих особа. Мање чести узроци укључују физичке факторе, биолошке агенсе (као што су сперма), латекс, хормонске промене, адитиви (као што је мононатријум глутамат), боје у храни и лекови који се примењују на кожу (топикални лекови). Вежба или температура (било топла или хладна) могу изазвати анафилаксу тако што делују да одређене ћелије ткива (познате као мастоцити), које ослобађају хемикалије које изазивају алергијску реакцију. Анафилакса изазвана вежбом је такође често повезана са конзумирањем одређене хране. Ако дође до анафилаксе док особа прима анестезију, најчешћи узроци су одређени лекови који се дају за парализу (неуромишићни блокатори), антибиотици и латекс. У 32-50% случајева узрок није познат (идиопатска анафилакса).

### Храна
Многе намирнице могу изазвати анафилаксу, чак и када се храна једе први пут. У западним културама, су најчешћи узроци конзумирање или контакт са кикирикијем, пшеницом, орасима, шкољкама, рибом, млеком и јајима. На Блиском истоку, сезам је чести окидач. У Азији, пиринач и грашак често изазивају анафилаксу. Тешки случајеви најчешће настају конзумирањем хране, али неке особе могу имати озбиљне реакције када храна додирне неки део њиховог тела. Деца могу да прерасту своје алергије. До 16 година, 80% деце са анафилаксом на млеко или јаја и 20% са јединим случајем анафилаксе на кикирики могу да једу ове намирнице без проблема.

### Медикаменти
Сваки лек може изазвати анафилаксу. Најчешћи су β-лактамски антибиотици (као што су пеницилин), затим аспирин и НСАИДи. Ако је особа алергична на један НСАИД она обично можете да користи други који неће изазвати анафилаксу. Остали чести узроци анафилаксе укључују хемотерапију, вакцине, протамине (налази се у сперми) и лекове направљене од биља. Неки лекови, укључујући ванкомицин, морфијум, и лекови који се користе за побољшање рендгенске слике (радиоконтрастни агенси), изазивају анафилаксу тако што оштећују одређене ћелије у ткивима, што доводи до ослобађања хистамина (дегранулација мастоцита).
Учесталост реакција на лек делимично зависи од тога колико често се даје људима и делом од начина на који је лек делује у телу. Анафилакса на пеницилине или цефалоспорине јавља се само након што се вежу за протеине у телу, а неки се везују лакше него други. Анафилакса на пеницилин се јавља једном у сваких 2.000 до 10.000 људи који су се лечили. Смрт се јавља мање од једном на сваких 50.000 људи који су лечени пеницилином. Анафилакса на аспирин и НСАИД се јавља једном на сваких 50.000 људи. Ако неко има реакцију на пеницилине, њихов ризик од реакција на цефалоспорине је већи, али ризик је и даље мањи од један у 1000. Старији лекови који су коришћени за побољшање рендгенске слике (радиоконтрастни агенси) изазивали су реакције у 1% случајева. Новији, нижи осмоларни радиоконтрастни агенси изазивају реакције у 0,04% случајева.

### Отров
Отров од убода или уједа инсеката као што су пчеле и осе (Опнокрилци) или крпељи (Triatominae) може изазвати анафилаксу. Ако је особа имала реакцију на отров у прошлости, и била је више од локалне реакције око места убода, онда та особа има већи ризик за анафилаксу у будућности. Међутим, половина људи који умиру од анафилаксе није имала никакву претходно распрострањену (системску) реакцију.

## Фактори ризика
Људи са атопичним болестима као што су астма, екцеми, или алергијски ринитис имају висок ризик од анафилаксе из хране, латекса и радиоконтрастних агенаса. Ови људи немају већи ризик од лекова који се дају путем инјекција или убода. Једна студија код деце са анафилаксом нашла је да је 60% њих имало историју претходних атопичних болести. Више од 90% деце која умиру од анафилаксе има астму. Људи који имају поремећаје који су изазвани повећаним бројем мастоцита у ткивима (мастоцитоза) или који имају више тих ћелија, су у већем ризику. Што је дуже време од последњег излагања агенсу који је изазвао анафилаксију, то је мањи ризик од нове реакције.

## Патофизиологија
Анафилакса је озбиљна алергијска реакција која почиње изненада и утиче на многе телесне системе. Узрок је отпуштање инфламаторних медијатора и цитокина из мастоцита и базофила. Њихово отпуштање је обично изазвано реакцијом имунског система, али може бити изазвано оштећењем ових ћелија које није везано за имунолошку реакцију.

### Имунски одговор
Када је анафилакса узрокована одговором имунског система, имуноглобулин Е (IgE) се везује за страни материјал који започиње алергијску реакцију (антиген). Комбинација IgE везана за антиген активира FcεRI рецепторе мастоцита и базофиле. Мастоцити и базофили реагују ослобађањем инфламаторних медијатора, као што је хистамин. Ови посредници повећавају контракције бронхијалних глатких мишића, изазивају проширивање крвних судова (вазодилатацију), повећавају проток течности из крвних судова, а смањују рад срчаног мишића. Ту је такође имунолошки механизам који се не ослања на IgE, а није познато да ли се то појављује и код људи.

### Неимунски одговор
Када анафилакса није изазвана имунском реакцијом, реакција је настала због агенаса који директно нарушавају мастоците и базофиле, узрокујући ослобађање хистамина и других супстанци које су обично повезане са алергијском реакцијом (дегранулација). Агенси који могу оштетити ове ћелије садрже контрастни медијум за икс-зраке, опиоиде, температуре (топло или хладно), и вибрацију.

## Клиничка слика
Анафилакса је најчешће праћена многобројним симптома и знацима који се драматично мењају из минута у минут, у неколико наредних часова од контакта са алергеном.
Први симптоми јављају се најчешће након 5 до 30 минута, након контакта са алергеном, ако је анафилакса узрокован супстанцом која је ушла директно у крвоток (интравенски унос). Након уноса алергена храном први симптоми се јављају у просеку након два часа.
Најчешће погођене области су:
- кожа (80-90%),
- плућа и дисајни путеви (70%),
- желудац и црева (30-45%),
- срце и крвни судови (10-45%),
- централни нервни систем (10-15%).[15]

Анафилактичком реакцијом најчешће су истовремено захваћена два или више, од наведених, органских система.

### Кожа
Симптоми обично укључују испупчења на кожи (копривњача), свраб, црвено лице или кожа (црвенило), или отечене усне. Особе са отоком испод коже (ангиоедем), уместо свраба могу осећати да им кожа гори. Језик или грло може да отекне у до 20% случајева. Остали симптоми могу да укључују цурење носа и отицање слузокоже на површини ока и капка (конјуктива). Кожа може добити плаву боју (цијаноза) услед недостатка кисеоника.

### Респираторни
Респираторни симптоми и знаци су кратак дах, отежано дисање у доњем делу дисајних путева (кркљање) или отежано дисање у горњем делу дисајних путева (стридор). Отежано дисање у доњем делу дисајних путева обично настаје због грчева мишића у доњем делу дисајних путева (бронхијални мишићи). Отежано дисање у горњем делу дисајних путева настаје због отока горњих дисајних путева, који сужава дисајне канале. Промуклост, бол током гутања, или кашаљ такође могу да се јаве.

### Срчани
Крвни судови срца могу изненада да се згрче (спазам коронарних артерија) због ослобађања хистамина из одређених ћелија у срцу. Ово прекида проток крви до срца, што може да изазове изумирање срчаних ћелија (инфаркт миокарда), или сувише споро или сувише брзо куцање срца (срчана аритмија), или потпуни престанак рада срца (срчани удар). Људи који већ имају срчано обољење су у много већем ризику од срчаних сметњи код анафилаксе. Иако је чешће да особе које имају низак крвни притисак имају бржи пулс, 10% људи који пате од анафилаксе могу имати спор пулс (брадикардија) са ниским крвним притиском. (Комбинација спорог пулса и ниског крвног притиска је позната као Безолд-Јаришов рефлекс). Особа може осетити вртоглавицу или изгубити свест због пада крвног притиска. Овај низак крвни притисак може бити узрокован проширењем крвних судова (дистрибутивни шок) или престанком рада коморе срца (кардиогени шок). У ретким случајевима, веома низак крвни притисак може да буде једини знак анафилаксе.

### Остали
Желудачни и цревни симптоми најчешће се карактеришу грчевима у трбуху, проливом, болом и повраћањем. Болесник је збуњен, може да изгуби контролу над пражњењем мокраћне бешике, и осећати бол у пределу карлице који је сличан грчевима у материци. Ширење крвних судова око мозга може изазвати главобоље. Особа се такође може осећати узнемирено или помишљати да ће да умре.

## Дијагноза
Дијагноза анафилаксе утврђује се на основу клиничке слике. Када се појави било који од следећа три симптома неколико минута/сати након што је особа била изложена алергену, врло је вероватно да има анафилаксу:
1. Промене на кожи или слузокожним ткивима, плус потешкоће са дисањем или низак крвни притисак
2. Два или више од следећих симптома:
а. Промене на кожи или слузокожи
б. Потешкоће са дисањем
в. Низак крвни притисак
г. Гастроинтестинални симптоми
3. Низак крвни притисак након излагања познатом алергену

Ако особа има реакцију на ујед инсекта или неки лек, анализа крви на триптазу или хистамин (који отпуштају мастоцити), може бити корисна за постављање дијагнозе анафилаксе. Међутим, ове анализе нису од посебне користи ако је узрок алергије храна или ако особа има нормалан крвни притисак, те тако, оне не могу да помогну у дијагнози анафилаксе.

### Класификација
Постоје три основне класификације анафилаксе. Анафилактички шок се јавља кад се крвни судови прошире у већем делу тела (систематска вазодилатација), што доводи до снижавања крвног притиска, који је за 30% нижи од нормалног крвног притиска пацијента или 30% нижи од стандардних вредности. Бифазична анафилакса се дијагностикује кад се симптоми поново јаве у року 1–72 сата иако особа није имала нови контакт са алергеном који је узроковао прву реакцију. У неким студијама се тврди да је чак 20% случајева анафилаксе бифазично. Симптоми се обично поново јављају после 8 сати. Поновљена реакција се лечи на исти начин као почетна анафилакса. Псеудоанафилакса или неалергијска анафилакса су старији називи за анафилаксу која не представља алергијску реакцију, али је узрокована директном повредом мастоцита (дегранулација мастоцита). Важећи назив који користи Светска организација за алергију гласи „неимунолошка анафилакса”. Неки стручњаци препоручују да се стари термини избаце из употребе.

### Алергијски тестови
Тестирање на алергију може да помогне у утврђивању узрока анафилаксе код неких особа. Кожне пробе на алергију (као што је тест фластером) могуће су за неке врсте хране и отрова. Тестирање крви на специфична антитела може бити корисно за утврђивање алергија на млеко, јаја, кикирики, лешник или рибу. Кожном пробом може се потврдити алергија на пеницилин, али не постоје тестирања коже на алергију на друге лекове. Неимунолошки облици анафилаксе могу се дијагностиковати само помоћу увида у пацијентов здравствени картон или излагањем пацијента алергену који је могући узрочник реакције у прошлости. За неимунолошку анафилаксу не постоје тестови коже или крви.

### Диференцијална дијагноза
Понекад је тешко разликовати анафилаксу од астме, несвестице настале услед недостатка кисеоника (синкопа) и напада панике. Код људи који пате од астме, обично се не јавља свраб или интестинални симптоми. Кад се човек онесвести, кожа му је бледа и нема осип. Особа која пролази кроз напад панике, може да се зацрвени, али нема копривњачу. У друга стања која могу да имају сличне симптоме, спадају тровање храном, и то тровање поквареном рибом (скомбротоксизам), и инфекција одређеним паразитима (анизакијаза).

## Превенција
За превенцију анафилаксе препоручује се избегавање узрочника реакције у прошлости. Када то није могуће, потребно је применити лечење како би се спречило да тело реагује на познати алерген (десензитизација). Лечење имунског система (имунотерапија) отровима хименоптера има ефекта у десензитизацији код 80–90% одраслих и код 98% деце против алергија на пчеле, осе, стршљенове и црвене мраве. Орална имунотерапија може бити ефикасна у десензитизацији неких људи на одређену храну у коју спада млеко, јаја, лешници и ораси; међутим, ови третмани често имају непожељена дејства. Десензитизација је такође могућа за многе лекове, али је ипак препоручљивије да људи избегавају узимање лекова који им стварају проблеме. За особе преосетљиве на латекс, важно је да избегавају храну која садржи супстанце сличне онима које су узроковале реакцију имуног система (храну која изазива укрштену реакцију), као што је авокадо, банане и кромпир, између осталог.

## Терапија
Анафилакса захтева хитну медицинску помоћ и предузимање мера у циљу спасавања живота као што су отварање дисајних путева, употреба кисеоника, давање велике количине инфузије и стални надзор. Лечење епинефрином је најадекватнији избор. Антихистаминици и стероиди се често користе као додатак епинефрину. Када се особа поврати, треба да остане на посматрању у болници од 2 до 24 сата ради благовремене реакције уколико се симптоми поново јаве, што се дешава у случајевима кад пацијент пати од бифазичне анафилаксе.

### Епинефрин
Епинефрин (адреналин) је основ лечења анафилаксе. Не постоји ниједан разлог против његове употребе (не постоји ниједна контраиндикација). Препоручује се убризгавање раствора епинефрина у мишић на предњој бочној страни средњег дела бутине чим се посумња на анафилаксу. Инјекција треба да се понавља на сваких 5 до 15 минута ако особа не реагује очекивано на терапију. Друга доза је потребна у 16 до 35% случајева. Више од две дозе је ретко кад потребно. Инјекција у мишић (интрамускуларно убризгавање) препоручљивија је од инјекције испод коже (поткожно убризгавање), јер се у овом другом начину лек споро апсорбује. Епинефрин може да створи мање проблеме као што су дрхтавица, немир, главобоља и лупање срца.
Епинефрин се може користити и код особа које користе б-блокаторе. У оваквој ситуацији, ако епинефрин не делује ефикасно, даје се интравенозни глукагон. Глукагон поседује механизам деловања који не укључује б-рецепторе.
Уколико је неопходно, епинефрин се такође може убризгати у вену (интравенозно убризгавање) у облику разблаженог раствора. Интравенозни епинефрин се, међутим, повезује са неуједначеним откуцајима срца (дисритмија) и срчаним нападима (инфаркт миокарда). Шприцеви за самостално убризгавање епинефрина, који омогућавају људима са анафилаксом да сами себи дају инјекцију епинефрина у мишић, доступни су у двема дозама, једна погодна за одрасле и децу тежу од 25 kg и друга за децу која су тешка између 10 и 25 kg.

### Допунска средства за лечење
Антихистаминици се обично користе као додатак епинефрину. Сматрало се да су они ефикасни на основу теоријског разматрања, али је врло мало конкретних доказа да су антихистаминици заиста делотворни у лечењу анафилаксе. У Кокрејновом прегледу из 2007. године, није пронађена ниједна вредна студија која би поткрепила употребу антихистаминика у ову сврху. Верује се да антихистаминици немају ефекта на накупљање течности или спазме у дисајним путевима. Примена кортикостероида није препоручљива у епизоди анафилаксе. Они могу да се употребе с надом да ће се смањити ризик од бифазичне анафилаксије, али њихова ефикасност у превенцији даљих анафилактичних напада није доказана. Салбутамол који се даје кроз уређај за дисање (инхалатор), може бити ефикасан кад епинефрин не олакшава симптоме бронхијалног спазма. Метиленско плаво се користи код особа које нису позитивно реаговале на друге методе, јер опушта глатке мишиће.

### Мере опреза
Људима који су у опасности од анафилаксе, саветује се да осмисле „план поступака у случају алергије”. Родитељи треба да обавесте школу о алергијама своје деце и који кораци да се предузму у хитном случају појаве анафилаксе. План поступака обично укључује коришћење шприца за самостално убризгавање епинефрина, препоруку да се носи медицинска наруквица упозорења и прикупљање информација о начинима да се избегну окидачи алергије. Лечење којим би се тело учинило мање осетљиво на супстанце које узрокују алергијску реакцију (алергенска имунотерапија), доступно је за одређене окидаче. Ова врста терапије може да спречи будуће епизоде анафилаксе. Вишегодишња примена поткожне десензитизације показала се ефикасном против убода инсеката, док је орална десензитизација ефикасна за многе намирнице.

## Прогноза
Постоји добра шанса за опоравак кад је узрок познат и кад се особи брзо пружи лечење. Чак и кад је узрок непознат, ако су лекови за заустављање реакције доступни, опоравак особе обично добро тече. Уколико дође до смртног исхода, обично је то услед дисајних сметњи (углавном због затварања дисајних путева) или кардиоваскуларних сметњи (шок). Анафилакса је узрок смрти у 0,7-20% случајева. Неки смртни случајеви се десе у року од неколико минута. Код људи са анафилаксом коју изазива физичка активност, исход је углавном добар, јавља се висока температура и епизоде алергије које су све блаже с годинама.

## Истраживања
Улажу се многи напори у развоју епинефрина који би могао да се примењује испод језика (субјезични епинефрин) за лечење анафилаксе. Поткожна инјекција антитела омализумаба против имуноглобулина Е проучава се као метод превенције повратка анафилаксе, али још се не препоручује.